# Gredica
Gredica je naseljen otok v Jadranskem morju. Pripada Hrvaški. Nahaja se v Lastovskem kanalu, ob zahodnem delu južne obale otoka Korčule, približno 1700 m od njegove obale. Najbližji sosednji otok je Veli Pržnjak, približno 400 metrov zahodno. Je katastrski del občine Blato.
Njegova površina je 4525 m². Dolžina obale je 264 m in se dviga do 2 m od morja.